# Benoît de Maillet
Pour les articles homonymes, voir Maillet.
Benoît de Maillet (né le 12 avril 1656 à Saint-Mihiel et mort le 30 janvier 1738 à Marseille), consul de France en Égypte et inspecteur des Établissements français au Levant, est l'auteur d'une œuvre clandestine le Telliamed, théorie sur l'histoire de la Terre qui influença les naturalistes des Lumières tels Lamarck et Darwin et rompit avec le mythe du déluge biblique.

## Biographie

### La charge consulaire
Benoît de Maillet est recommandé à Pontchartrain, le secrétaire d'État de la Marine et de la Maison du roi, qui voit en lui le représentant idéal de la France en Égypte entre 1692 et 1708. Les tâches du consul sont aussi nombreuses que variées, comprenant la recherche d'objets archéologiques, de médailles, tout autant que des négociations avec les milices du Caire et avec le pacha, représentant officiel du pouvoir ottoman. Ainsi, le 5 août 1693, Benoît de Maillet fait part à Pontchartrain du mal qu'il a à faire admettre au pacha d'Alexandrie les tarifs douaniers français en vigueur ; le 24 décembre 1694, il annonce au ministre que le pacha s'est rétracté concernant une affaire qui les opposait une fois de plus à propos de la douane d'Alexandrie. S'intéressant à l'archéologie, il fait notamment revenir en France des momies. Il recueille des preuves archéologiques sur le terrain et dans les musées, se nourrit des comptes rendus de l'Académie des sciences (il est influencé par Fontenelle avec qui il correspond) pour la rédaction du Telliamed.
En 1708, il quitte l'Égypte dans un contexte difficile ; il n'est pas pour autant désavoué par le pouvoir royal et obtient le poste de consul à Livourne (1712-1717). En 1715, il est nommé dans sa dernière fonction comme « visiteur général des « échelles du Levant et de la Barbarie ».
En 1720, il prend sa retraite et se retire à Marseille.

### En marge de la charge consulaire
Une fois en Égypte, Maillet, parallèlement à sa fonction de consul, travaille à des recherches personnelles. Son premier livre, la Description de l'Égypte représente un véritable travail d'historien. Ayant appris l'arabe, il interroge les habitants, visite les pyramides. Le principal problème auquel il se heurte réside dans l'édition de ses livres. N'étant pas homme de lettres, il confie ses écrits à des compilateurs comme l'abbé Le Mascrier, à qui il s'adresse pour sa Description de l'Égypte, publiée en 1735. Il est très déçu par le travail réalisé par l'abbé, lequel écrit, dès la parution de la Description, au sujet du consul : « Dès lors il ne cessa de me solliciter vivement jusqu'à sa mort et de travailler à une nouvelle édition du livre. »
Son Telliamed, œuvre clandestine, paraît - après la mort de son auteur - en  1748 puis en 1755  (mais le texte commença à circuler dès 1720). Son dernier manuscrit, Mémoires sur l'Éthiopie, ne sera jamais édité.

#### Le Telliamed
Le Telliamed (anagramme du nom de Maillet), ou Entretiens d'un philosophe indien avec un missionnaire français, également corrigé et remanié par Le Mascrier, paraît en 1755 et comporte quelques différences de chapitre par rapport à l'édition originale de 1748 ainsi que l'adjonction d'une vie de Maillet. Il est en effet expurgé et réécrit par l'abbé Le Mascrier qui caviarde les affirmations trop matérialistes. Une lettre consulaire de Maillet à Pontchartrain mentionne un petit recueil en 1714 qui est sans doute l'embryon du Telliamed,.
Le Telliamed est « un manuscrit fameux qui a été pendant vingt ans entre les mains de tous les gens de lettres ». Il a été élaboré entre 1692 et 1720 et prend la forme de manuscrits clandestins. Il est complété par ses différents lecteurs. En ce sens, il s’agit d’un ouvrage collectif auquel de Maillet assure la cohésion en incorporant les ajouts. On connaît quatre états manuscrits de l’ouvrage. De même, l’action de son éditeur posthume, l'abbé Le Mascrier, est loin d’être anodine, sans que l’on sache pour autant quelle est sa part exacte dans les remaniements qui aboutissent à la première publication en 1748.   
L'ouvrage met en scène deux personnages, un philosophe indien qui expose sa « théorie de la diminution de la mer » à un missionnaire français, dialoguant au Caire en 1715. Ce dialogue est pris lui-même dans une lettre adressée à un correspondant en France. 
La théorie sur l'évolution de la terre porte le titre Telliamed ou Entretiens d'un philosophe indien avec un missionnaire français sur la diminution de la mer, la formation de la terre, l'origine de l'homme. Elle fut publiée après la mort de son auteur en 1748 sous le pseudonyme de feu M. de M*** et rééditée en 1984.
Cette « théorie de la Terre » (science à la mode depuis le premier grand texte inaugurant ce genre, la quatrième partie des Principia Philosophiae de Descartes en 1644) indique que la Terre a eu des alternances de réhydratations et de dessèchements pendant lesquels le niveau des mers n'a jamais cessé de baisser, laissant émerger des montagnes. La sédimentation sur les flancs immergés de ces montagnes primitives donneront à leur tour, après émersion, des montagnes moins hautes et moins vieilles. L'auteur attribue de la sorte à la Terre un âge de plusieurs millions d'années, se fondant sur la diminution progressive du niveau de la mer qui aurait recouvert les plus hautes montagnes. Parmi les concepts les plus précurseurs figure aussi une des premières visions transformistes à l'époque moderne. Maillet a le pressentiment que les êtres vivants nés de semences répandues dans la mer sont sortis des eaux et se sont « métamorphosés » en créatures terrestres. Ce transformisme n'est pas un évolutionnisme : chacun des êtres marins effectue pour lui-même et pour les descendants de son espèce la conquête des terres et il n'y a aucune idée de complexification progressive.
Cet ouvrage dirigé contre le christianisme (ce qui explique qu'il ait circulé clandestinement) est très critiqué par certains savants et philosophes du XVIIIe siècle, qui tolèrent mal la présentation d'un travail scientifique sous forme de fable. Il constitue de plus un obstacle épistémologique, sinon idéologique, pour ces personnes qui ont du mal à reconnaître la validité du transformisme et basculent d'autant plus vers un fixisme radical.
Voltaire le juge ainsi dans son Siècle de Louis XIV : 
« On a de lui des lettres instructives sur l’Égypte, et des ouvrages manuscrits d’une philosophie hardie. L’ouvrage intitulé Telliamed est de lui, ou du moins a été fait d’après ses idées (ce titre étant son nom inversé). On y trouve l’opinion que la terre a été toute couverte d’eau, opinion adoptée par M. de Buffon, qui l’a fortifiée de preuves nouvelles ; mais ce n’est et ce ne sera longtemps qu’une opinion. Il est même certain qu’il existe de grands espaces où l’on ne trouve aucun vestige du séjour des eaux ; d’autres où l’on n’aperçoit que des dépôts laissés par les eaux terrestres. »

Il écrit, sarcastique, dans L'Homme aux quarante écus : 
« Telliamed m’apprit que les montagnes et les hommes sont produits par les eaux de la mer. Il y eut d’abord de beaux hommes marins qui ensuite devinrent amphibies. Leur belle queue fourchue se changea en cuisses et en jambes. J’étais encore tout plein des Métamorphoses d’Ovide, et d’un livre où il était démontré que la race des hommes était bâtarde d’une race de babouins : j’aimais autant descendre d’un poisson que d’un singe. »
Jean-Baptiste Le Mascrier publia en 1735 une Description de l'Égypte, contenant plusieurs remarques curieuses sur la géographie ancienne et moderne de ce païs, composée « sur les Mémoires de M. de Maillet ».

Le Grand Dictionnaire universel de Pierre Larousse, IX p. 355, 1873, sous « Homme », écrit : 
« L'opinion qui donne le singe pour ancêtre à l'homme n'est pas nouvelle ; on en trouve les traces dans les auteurs les plus anciens. Au siècle dernier, de Maillet, consul de France en Égypte, écrivain plus enclin aux affirmations audacieuses qu'aux recherches scientifiques, affirmait que tous les animaux avaient été primitivement poissons, et faisait descendre l'homme d'un poisson. De Maillet ne réussit qu'à s'attirer les sarcasmes de Voltaire. »
 Benoît de Maillet serait donc un prédécesseur du transformisme lamarckien d'abord puis darwinien ensuite même si tous ces auteurs s'en défendent. Cuvier utilise le Telliamed comme un véritable repoussoir contre les tenants des théories transformistes durant les années 1820-1830 tel Bory de Saint-Vincent ou Étienne Geoffroy Saint-Hilaire.

#### Visite de la grande pyramide
Benoit de Maillet visite une quarantaine de fois l'intérieur de la grande pyramide. Un descriptif riche de l'intérieur de la grande pyramide de Khéops figure dans le livre de l'abbé Le Mascrier publié en 1735 qui est composé sur les mémoires de Benoit de Maillet. Les lettres sur l’Égypte... de Claude-Etienne Savary publié en 1785 reprennent les écrits relatifs à l'intérieur de la grande Pyramide de Khéops publié dans le livre de l'abbé Le Mascrier.